# Îlet Baude
L'Îlet Baude est une petite île inhabitée de la presqu'île de Sainte-Anne en Martinique. Elle appartient administrativement à Le Marin.